# Молмыс (река)
Мо́лмыс (Молмис) — река в Пермском крае, левый приток Язьвы. Впадает в Язьву в 115 км от устья. Длина — 100 км, общая площадь водосбора — 1090 км².
Начинается от слияния рек Западный Молмыс и Восточный Молмыс, берущих начало в средней части хребта Кваркуш, вблизи истоков Северной и Полуденной Язьвы. Генеральное направление течения сначала юго-запад, затем — запад и северо-запад. Река течёт среди холмов хребта Кваркуш, поросших таёжным лесом, всё течение проходит по ненаселённой местности. В верхнем и среднем течении река имеет горный характер, в русле большое количество сливов, порогов и перекатов. Почти всё течение проходит по юго-восточной части Красновишерского района, небольшой участок в среднем течении река преодолевает по Соликамскому району. Молмыс имеет большое количество притоков, в основной массе — небольших горных речек, стекающих с окрестных холмов.
На всем протяжении река течёт в узкой лесистой долине. Дно реки каменистое, но скалистых выходов по берегам мало. Ширина реки в верхнем течении 15-25 метров, в нижнем течении расширяется до 50-60 метров. В среднем и нижнем течении образует большое число островов. Ниже притока Большая Сирья воды Молмыса исчезают в известковых скалах, а затем с шумом стремительно вырываются на поверхность. Молмыс впадает в Язьву выше посёлка Красный Берег.

## Притоки (км от устья)
| - река Кострец (пр) - река Малая Сирья (лв) - 16 км: река Большая Сирья (лв) - 24 км: река Быстрая (пр) - река Быча (пр) - река Тарахча (пр) - река Малая Урса (лв) - река Большая Урса (лв) - река Джиголанка (лв) - река Нижняя Кушка (пр) - река Верхняя Кушка (пр) - 45 км: река Большая Мунья (пр) - река Малая Мунья (пр) | - река Малая Кывья (лв) - река Суходой (лв) - 55 км: река Большая Кывья (лв) - 63 км: река Бурнима (лв) - река Ветца (пр) - река Чёрная (пр) - река Ветос (пр) - река Гребешкова (пр) - река Ольховка (лв) - река Чёрная (пр) - река Бола (пр) - 100 км: река Западный Молмыс (пр) - 100 км: река Восточный Молмыс (лв) |

## Данные водного реестра
По данным государственного водного реестра России относится к Камскому бассейновому округу, водохозяйственный участок реки — Кама от водомерного поста у села Бондюг до города Березники, речной подбассейн реки — бассейны притоков Камы до впадения Белой. Речной бассейн реки — Кама.
Код объекта в государственном водном реестре — 10010100212111100005072.